# Thomas Klie (Theologe)
Thomas Klie (* 6. November 1956 in Northeim) ist ein deutscher evangelisch-lutherischer Theologe.
Klie war von 1987 bis 1991 Berufsschulpfarrer in Uelzen und Verden, von 1991 bis 2000 Dozent am Religionspädagogischen Institut Loccum und von 2000 bis 2004 Gemeindepfarrer in Göttingen. Von 2004 bis 2022 war er Professor für Praktische Theologie an der Theologischen Fakultät der Universität Rostock und von 2005 bis 2017 zugleich Universitätsprediger an der Universitätskirche Heilig Kreuz.
Klie wurde 1999 an der Universität Göttingen zum Dr. theol. promoviert und habilitierte sich 2002 an der Evangelisch-Theologischen Fakultät der Universität Bonn. Er ist Vertreter einer performativen Religionsdidaktik.